# DEC Alpha

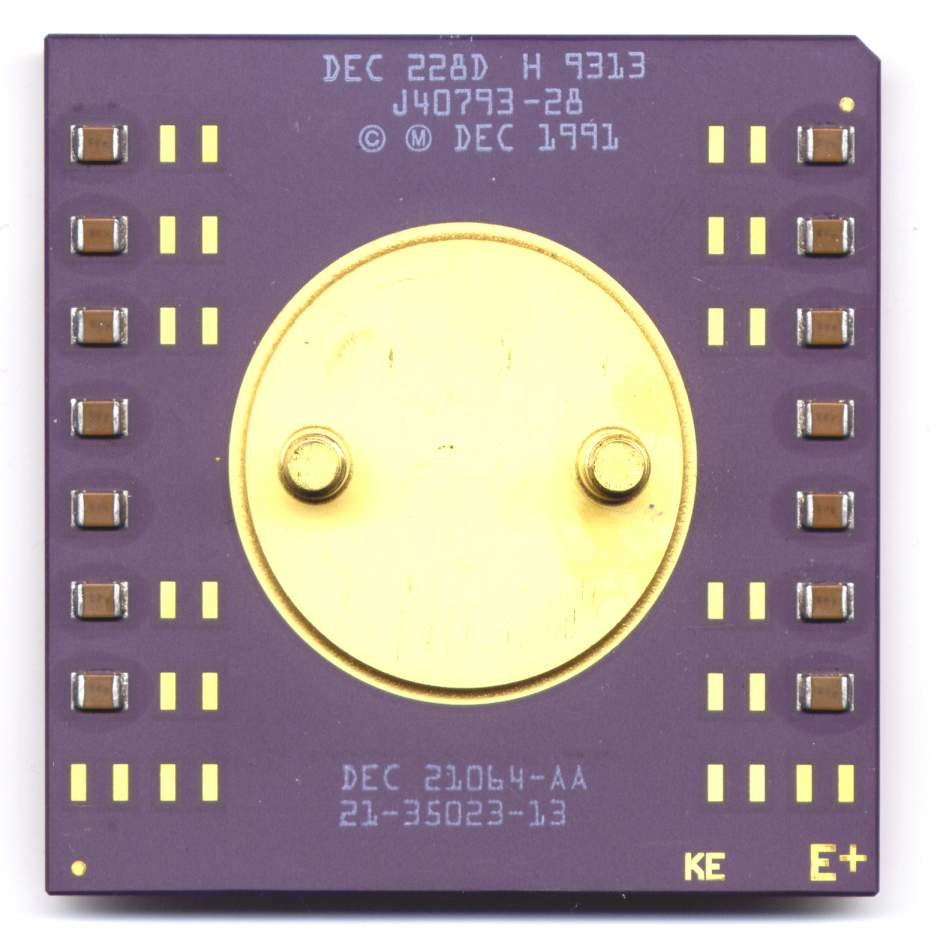
DEC Alpha AXP 21064 Microprocessor

Mikroprocesor DEC Alpha, znany także jako Alpha AXP, jest 64-bitowym mikroprocesorem RISC oryginalnie zaprojektowanym i wyprodukowanym przez firmę Digital Equipment Corp. (DEC), która wykorzystała go w linii swoich stacji roboczych i serwerów. Mikroprocesor ten zaprojektowany został jako następca rodziny procesorów komputerów VAX, i umożliwiał pracę z systemem operacyjnym VMS (OpenVMS) oraz Digital UNIX, odmianą systemu Unix firmy DEC (DEC OSF1). Po przejęciu firmy Digital przez Compaq na procesorach Alpha może operować system Tru64 UNIX (po przejęciu firmy Compaq przez Hewlett-Packard przemianowany na HP Tru64 UNIX).
Procesor Alpha wspierany był przez Microsoft, jednak tylko do wydania systemu Windows NT 4.0 SP6. Ostatecznie Microsoft nie rozszerzył obsługi procesora Alpha poza wydanie Beta 3 systemu Windows 2000. Aktualnie obsługę procesora Alpha posiadają systemy: Linux (m.in. dystrybucje Gentoo, Debian, CentOS, Alpha Core i PLD (w bardzo ograniczonym zakresie)), FreeBSD, NetBSD i OpenBSD (w ograniczonym zakresie).

## Wersje procesora Alpha
Pierwszym procesorem z linii Alpha był zaprezentowany w 1992 r. mikroprocesor Alpha 21064, pracujący z częstotliwością 200 MHz. Był to 64-bitowy superpotokowy i superskalarny procesor zaprojektowany podobnie jak inne procesory RISC, lecz mimo to znacznie od nich szybszy. Przewaga nowego procesora była tak duża, że DEC zaczął określać go jako najszybszy procesor na świecie (dla porównania procesor Intel Pentium z 1993 r. pracował z częstotliwością 66 MHz). Rezultat ten osiągnięty został dzięki drobiazgowej, ręcznej optymalizacji zaprojektowanej struktury.
Kolejne wersje procesora Alpha oznaczane były symbolem EV i kolejną cyfrą lub parą cyfr (od tej zasady były odstępstwa). Symbole EV pochodziły od słowa EVolution, cyfry zaś oznaczały kolejne zaplanowane wersje i udoskonalenia procesora. Słowo „zaplanowane” ma tu podstawowe znaczenie. Jeśli pojawiał się nowy model procesora, który był udoskonaloną wersją dotychczasowego modelu, ale z różnych przyczyn nie posiadał wszystkich zaplanowanych udoskonaleń, jakie miała posiadać kolejna wersja, to model taki zachowywał dotychczasową cyfrę, oznaczającą dotychczasową wersję procesora, ale otrzymywał drugą cyfrę, informującą, z której zaplanowanej wersji procesora otrzymał udoskonalenia. Tak więc pomiędzy wersjami EV4 a EV5 wydany został model EV45, a pomiędzy wersjami EV6 i EV7 wersje procesora EV67 i EV68. Niestety, ze względu na przejęcie firmy DEC przez Compaq, a następnie przez Hewlett-Packard, prace nad następcami wersji EV7 procesora Alpha zostały wstrzymane.

### Historia Modeli
| Model     | Oznaczenie | Rok               | Częstotliwość [MHz] | Proces [µm] | Liczba tranzystorów [millions] | Rozmiar struktury [mm²] | Liczba pinów | Moc [W] | Napięcie | Dcache [KB] | Icache [KB] | Scache  | Bcache       | ISA         |
| --------- | ---------- | ----------------- | ------------------- | ----------- | ------------------------------ | ----------------------- | ------------ | ------- | -------- | ----------- | ----------- | ------- | ------------ | ----------- |
| EV4       | 21064      | 1992              | 100–200             | 0.75        | 1.68                           | 234                     | 290          | 30      | 3.3      | 8           | 8           | –       | 128 KB–16 MB |             |
| EV4S      | 21064      | 1993              | 100–200             | 0.675       | 1.68                           | 186                     | 290          | 27      | 3.3      | 8           | 8           | –       | 128 KB–16 MB |             |
| EV45      | 21064A     | 1994              | 200–300             | 0.5         | 2.85                           | 164                     |              | 33      | 3.3      | 16          | 16          | –       | 256 KB–16 MB |             |
| LCA4      | 21066      | 1993              | 100–166             | 0.675       | 1.75                           | 209                     |              | 21      | 3.3      | 8           | 8           | –       |              |             |
| LCA4      | 21068      | 1994              | 66                  | 0.675       | 1.75                           | 209                     |              | 9       | 3.3      | 8           | 8           | –       |              |             |
| LCA45     | 21066A     | 1994              | 100–266             | 0.5         | 1.8                            | 161                     |              | 23      | 3.3      | 8           | 8           | –       |              |             |
| LCA45     | 21068A     | 1994              | 100                 | 0.5         | 1.8                            | 161                     |              |         | 3.3      | 8           | 8           | –       |              |             |
| EV5       | 21164      | 1995              | 266–500             | 0.5         | 9.3                            | 299                     | 296          | 56      | 3.3/2.5  | 8           | 8           | 96 KB   | Up to 64 MB  | R           |
| EV56      | 21164A     | 1996              | 366–666             | 0.35        | 9.66                           | 209                     |              | 31–55   | 3.3/2.5  | 8           | 8           | 96 KB   | Up to 64 MB  | R,B         |
| PCA56     | 21164PC    | 1997              | 400–533             | 0.35        | 3.5                            | 141                     | 264          | 26–35   | 3.3/2.5  | 8           | 16          | –       | 512 KB–4 MB  | R,B,M       |
| PCA57     | 21164PC    |                   | 600–666             | 0.28        | 5.7                            | 101                     | 283          | 18–23   | 2.5/2.0  | 16          | 32          | –       | 512 KB–4 MB  | R,B,M       |
| EV6       | 21264      | 1998              | 450–600             | 0.35        | 15.2                           | 314                     | 389          | 73      | 2.0      | 64          | 64          | –       | 2–8 MB       | R,B,M,F     |
| EV67      | 21264A     | 1999              | 600–750             | 0.25        | 15.2                           | 210                     | 389          |         | 2.0      | 64          | 64          | –       | 2–8 MB       | R,B,M,F,C   |
| EV68AL    | 21264B     | 2001              | 800–833             | 0.18        | 15.2                           | 125                     |              |         | 1.7      | 64          | 64          | –       | 2–8 MB       | R,B,M,F,C,T |
| EV68CB    | 21264C     | 2001              | 1000–1250           | 0.18        | 15.2                           | 125                     |              | 65–75   | 1.65     | 64          | 64          | –       | 2–8 MB       | R,B,M,F,C,T |
| EV68CX    | 21264D     |                   |                     |             |                                |                         |              |         | 1.65     | 64          | 64          | –       | 2–8 MB       | R,B,M,F,C,T |
| EV7       | 21364      | 2003              | 1000–1150           | 0.18        | 130                            | 397                     |              | 125     | 1.5      | 64          | 64          | 1.75 MB | –            | R,B,M,F,C,T |
| EV7z      | 21364      | 2004              | 1300                | 0.18        | 130                            | 397                     |              | 125     | 1.5      | 64          | 64          | 1.75 MB | –            | R,B,M,F,C,T |
| Anulowane |            |                   |                     |             |                                |                         |              |         |          |             |             |         |              |             |
| EV78/EV79 | 21364A     | Planowany na 2004 | 1700                | 0.13        | 152                            | 300                     |              | 120     | 1.2      | 64          | 64          | 1.75 MB | –            | R,B,M,F,C,T |
| EV8       | 21464      | Planowany na 2003 | 1200–2000           | 0.125       | 250                            | 420                     | 1800         | ??      | 1.2      | 64          | 64          | 3 MB    | –            | R,B,M,F,C,T |
| Model     | Oznaczenie | Rok               | Częstotliwość [MHz] | Proces [µm] | Liczba tranzystorów [millions] | Rozmiar struktury [mm²] | Liczba pinów | Moc [W] | Napięcie | Dcache [KB] | Icache [KB] | Scache  | Bcache       | ISA         |

Określenia ISA
- R – Wsparcie sprzętowe dla zaokrąglenia do nieskończoności i minus nieskończoności.
- B – BWX (Byte/Word Extension), dodaje instrukcje umożliwiające operacje na 8 i 16 bitowych operacjach na pamięci IO.
- M – MVI, instrukcje multimedialne
- F – FIX, Instrukcje do przenoszenia danych pomiędzy rejestrami liczb całkowitych i zmiennoprzecinkowych oraz pierwiastka kwadratowego
- C – CIX, instrukcje do lokalizacji i przeliczania bitów
- T – Wsparcie dla transferu wstępnego ze zmodyfikowanym przewidywaniem dla poprawy wydajności w pierwszej próbie uzyskania blokady